# Orbinia johnsoni
Orbinia johnsoni är en ringmaskart som först beskrevs av Moore 1909.  Orbinia johnsoni ingår i släktet Orbinia och familjen Orbiniidae. Inga underarter finns listade i Catalogue of Life.